# Убії
Убії(нім. Ubier) — давньогерманське плем'я, яке Тацитом було віднесене до істевонів.

Позначення території убіїв — біля Колонії Агріппіни

Спочатку убії мешкали на правому березі Рейну, поруч із треверами та сігамбрами. Їхній район розселення простягався від річки Зіґ, та до нижньої течії Майну. Вони були детально описані ще Юлієм Цезарем як представники «цивілізованих германців». Убії були першими з давньогерманських племен, що почали міжкультурне спілкування з римлянами.
Також убії карбували власну монету — кінар із зображенням людини в головному уборі у вигляді голови оленя, що танцює зі змією на одній стороні монети, та з зображенням коня на іншій.